# Мухаммад Бидар Бахт
Шахзаде Султан Мухаммад Бидар Бахт Мирза, также известен как Бидар Шах Бахадур (4 августа 1670 — 8 июня 1707) — могольский принц из династии Бабуридов, старший сын могольского императора Мухаммада Азама Шаха. Любимый внук императора Аурангзеба. Субадар Аурангабада и Хандеша (1704—1706), Малвы (1704—1706) и Гуджарата (1706—1707).

## Ранняя жизнь
Принц Мухаммад Бидар Бахт родился 4 августа 1670 года в Агре. Старший сын принца Мухаммада Азам Шаха (1653—1707), будущего императора Великих Моголов в 1707 году. Его матерью была Джананзеб «Джани» Бану Бегум (? — 1705), дочь принца Дары Шукоха (старшего брата Аурангзеба) и Надиры Бану Бегум (1618—1659). Принцу дал имя — Бидар Бахт его дед по отцовской линии, могольский император Аурангзеб. Аурангзеб проявлял исключительную любовь к Азаму и Джаханзеб, а также к принцу Бидару Бахту, щедро одаривая всех троих. Бидар Бахт был любимым внуком своего деда.

## Военная карьера
В 1688 года император Аурангзеб отправил 17-летнего принца Бидара Бахта принять верховное командование в войне против джатов в Пенджабе. Бишан Сингх Качхава, новый раджа Джайпура, был назначен комендантом Муттры со специальным заданием истребить джатов. Принц Бидар Бахт смог захватить многие форты, в том числе Тарканд, Навальханд и Хельна, а также Синсани. Принц осадил форт Синсани, где его войско испытывало трудности из-за нехватки продовольствия и воды. После трехчасового штурма моголы взяли форт Синсани, потеряв 900 человек. Погибло до 1500 джатов. После разгрома лидеры джатов ушли в подполье.
В 1699 году император Аурангзеб отправил срочный приказ принцу Бидару Бахту преследовать и разгромить силы лидера маратхов Раджарама в окрестностях Сурата. Бидар Бахт, оставив свою семью в Мирадже, быстро двинулся против противника. Бидар Бахт подошёл к маратхам в окрестностях крепости Паренда. Раджарам остановился расположился лагерем восточнее, отправив своих генералов для наблюдения за передвижением могольского принца. 13—14 ноября после кровопролитного боя маратхи были разбиты и отступили к Ахмеднагару.

## Должности

### Малва(1704—1706)
3 августа 1704 года могольский император Аурангзеб назначил принца Бидар Бахта субадаром (наместником) Малвы. Принц уже успел проявить себя храбрым и умелым полководцем. Он уже был субадаром Аурангабада и сохранил эту должность с новым назначением. Он должен был подавить восстание местных племен бхиль и коли, чтобы восстановить поступление дани из северных провинций империи в Агру. Эти восстание были вызваны вторжением маратхов в предыдущем году. Бхили также вызвали волнения на северо-западной границе и построили форт Гагрон. Принц Бидар Бахт отправился в Малву, чтобы сопровождать доставку дани в столицу. Из-за болезни принц назначил своим доверенным помощником, раджу Джай Сингха из Амбера, чтобы сопровождать дань и действовать в качестве его заместителя в Малве. Императора возражал против этого назначения, приказав принцу отозвать Джай Сингха. Раджпут должен был быть назначен губернатором провинции или командующим гарнизона. Бидар Бахт получил приказ от своего деда выступить на Сансани, крепость неподалеку от Бхаратпура, которая недавно была взята джатами и вернуть её обратно. Принц из-за своей болезни и других обстоятельств оставался в Малве, не выступив против джатов. В конце 1705 года провинции Аурангабад и Хандеш был взяты из-под его руководства и переданы его отцу, принцу Мухаммад Азаму, который ранее занимал пост субадара Гуджарата.
Бидар Бахт продолжил борьбу против маратхов. Он отправился в Малву в ноябре 1705 году, чтобы расследовать жалобы на некоторых помощников Джая Сингха. Затем Бидар Бахт выступил в Дхар, чтобы встретиться со своим отцом Азамом и дедом Аурангзебом, который был разгневан на своего внука за то, что он не выступил в Бурханпур для борьбы с маратхами. В это время маратхи захватили провинцию Гуджарат. Император Аурангзеб приказал принцу Бидар Бахту немедленно двинуться на Гуджарат. В апреле 1706 года принц Бидар Бахт покинул Малву.

### Гуджарат (1706—1707)
По прибытии в Гуджарат принц Бидар был поставлен во главе провинции, заменив своего отца, до прибытия нового губернатора, Ибрагима Хана из Кашмира (последний умер по дороге). Провинции Малва и Хандеш перешли под управление Хан-и-Алама и Наджабат-Хана. В 1706 году вторжение маратхов в Гуджарат сопровождалось сокрушительным поражением армии Великих Моголов на юге провинции. Аджит Сингх в третий раз поднял восстание против Великих Моголов. Дургадас снова бежал из лагеря Великих Моголов и начал действовать заодно с Аджитом Сингхом, организовал восстание в Тераде и других местах. Бидар Бахт послал войско против Дургадаса в округ Коли, к югу от Сурата.

## Смерть Аурангзеба
3 марта 1707 года император Аурангзеб Аламгир скончался в своем военном лагере в Ахмаднагаре. Принц Бидар Бахт был проинформирован о смерти императора своим отцом, Азам Шахом, который был провозглашен новым могольским императором. Услышав известие о кончине своих дедов, Бидар Бахт был переполнен горем. Сообщалось, что смерть покойного императора долго жила в памяти принца, который часто плакал, вспоминая покойного императора, которого он нежно любил.

## Смерть
Шахзаде Мухаммад Бидар Бахт был убит 8 июня 1707 года в битве при Джаджау. Его отец Мухаммад Азам Шах, который стал императором после смерти Аурангзеба, также был убит во время этого сражения. Принц был похоронен в Мавзолее Хумаюна в Дели.

## Браки и дети
В возрасте 16 лет принц Бидар Бахт женился 3 декабря 1686 года на Шамс-ун-Ниссе Бегум Сахибе (Поти Бегум), дочери Наваба Камар-уд-Дина Мухтара Хана Алама Бахадур Шаки. Она принадлежала к семье Бен-и-Мухтар, которая пользовалась большим уважением среди мусульман. Бидар всегда проявлял нежность и благосклонность к Шамс-ун-Ниссе, которая была гордой и властной. Шаму-ун-Нисса родила ему старшего сына, шахзаде Фируз Бахта 23 августа 1695 года.
Второй супругой принца стала Наваб Сирчук Нур Бегум Сахиба, дочь Шриманта Сардара Сантаджи Бхонсле, махараджи Сенапати.
У Мухаммада Бидар Бахта было пять сыновей и три дочери:
- Шахзаде Мухаммад Фируз Бахт Мирза (2 сентября 1695 — умер в младенчестве)
- Шахзаде Мухаммад Бидар Дил Мирза (умер после 1719)
- Шахзаде Мухаммад Диндар Дил Мирза
- Шахзаде Мухаммад Саид Бахт Мирза
- Шахзаде Хаятуллах Мирза
- Шахзади Бахт Афзан Бану Бегум
- Шахзади Бахт ун-Нисса Бегум
- Наваб Саид Бегум Сахиба, жена с 1709 года шахзаде Мухаммада Азз уд-Дина Бахадура (1687—1745), второго сына могольского императора Джахандар-Шаха.